# اژدهای سرخ (رمان)
اژدهای سرخ (به انگلیسی: Red Dragon) اولین اثر از سه‌گانه پلیسی توماس هریس است که در سال ۱۹۸۱ نوشته شده است. توماس هریس در ادامه اژدهای سرخ دو رمان سکوت بره‌ها (۱۹۸۸) و هانیبال (۱۹۹۹) را منتشر کرد.

## داستان
داستان اژدهای سرخ مربوط یک قاتل روانی به نام فرانسیس دلارهاید با گرایش‌های سرکوب شده همجنسگرایانه است که در یک مؤسسه ظهور فیلم در سنت لوییس آمریکا مشغول به کار است و به واسطه شغلش به فیلم‌های خانگی که از نقاط مختلف آمریکا برای آنجا ارسال می‌شود دسترسی داشته و از آن طریق قربانیان خود را انتخاب می‌کند. او در جنایات خود با تصویر اژدهایی در یکی از آثار ویلیام بلیک شاعر و نقاش آمریکایی قرن ۱۸ به نام (اژدهای سرخ کبیر و زن خورشید پوش) همزاد پنداری کرده و اینگونه به خود تلقین می‌کند که قربانیان در حقیقت توسط اژدها انتخاب و به تعالی می‌رسند. او که در هنگام تولد با نقص زایشی لب شکری و نداشتن سقف دهان دچار بوده توسط مادرش در بیمارستان رها شده و تا سن پنج سالگی که سرپرستی اش توسط مادربزرگ مادری‌اش پذیرفته می‌شود در نوانخانه‌ای زندگی کرده و به خاطر نواقص جسمی که دارد مورد تمسخر و آزار و اذیت دیگران قرار می‌گیرد. داستان اژدهای سرخ در ابتدا با حضور دو مأمور اف‌بی‌آی آغاز می‌شود. مأمور اف‌بی‌آی جک کرافورد از همکار سابقش ویل گراهام که تبحر خاصی در شناسایی و قاتلین زنجیره‌ای دارد می‌خواهد که در شناسایی و دستگیری یک قاتل زنجیره‌ای و روانی که در طی ۲ ماه ۲ خانواده پنج نفره را در بیرمنگام و آتلانتا قتل‌عام کرده است به او کمک کند. اما ویل گراهام که تبحر خاصی در شناسایی این گونه مجرمین دارد و آخرین بار پس از شناسایی دکتر هانیبال لکتر آدمخوار، توسط وی مورد شکنجه شدید جسمی قرار گرفته است در ابتدا حاضر به همکار با کرافورد و پایان بازنشستگی خودخواسته نیست ولی در نهایت سرانجام می‌پذیرد. گراهام عادت دارد که به جای قاتل فکر کند و اینگونه کنش‌ها و واکنش‌های او را نسبت به محیط و جامعه پیش‌بینی کند. او تصمیم می‌گیرد از دکتر هانیبال کمک بگیرد اما اطلاعاتی که دکتر لکتر در اختیار گراهام قرار می‌دهد کمکی به او نمی‌کند و از طرفی زمانی که دلارهاید قاتل با اسم مستعار (زایر) با هانیبال تماس می‌گیرد او آدرس منزل گراهام را به صورت کلمات رمز در اختیار دلارهاید قرار می‌دهد و گراهام مجبور می‌شود خانواده اش را به صورت مخفیانه به جایی دیگر نقل مکان کند... توماس هریس در اژدهای سرخ علاوه بر نشان دادن جزئیات روانی یک قاتل روان‌پریش که شخصیت درونی‌اش به واسطه شیوه زندگی تحمیلی از هم پاشیده است، به خوبی خواننده را با جزئیات یک پرونده پلیسی - روانی درگیر می‌کند. از طرفی خواننده با تک تک عناصر موجود در داستان آشنا شده و به خوبی توسط نویسنده به درون مایه‌های شخصیتی، خانوادگی و اجتماعی آنها سفر می‌کند، به‌طوری که در پایان خواننده احساس می‌کند تک تک افراد و شخصیتهای داستان را می‌شناسد و در تک تک مکانهای داستان حضور فیزیکی داشته است. بر خلاف کتاب سکوت بره‌ها که بیشتر جنبه‌های روان شناسانه مورد نظر هریس بوده در اژدهای سرخ خواننده به یک میزان خود را درگیر جنبه‌های پلیسی و روانی داستان می‌بیند. اژدهای سرخ چندین نقطه اوج دارد که هریک در فصل خود مسیر داستان را به سمت مشخصش هدایت می‌کند.
رمان اژدهای سرخ سال ۸۸ با ترجمه سهیل صفاری و توسط نشر دایره وارد بازار کتاب ایران شد.